# Ricardo Araneda
Ricardo Aníbal Araneda Avilés (ur. 3 stycznia 1971 w Valdivii) – chilijski bokser, dwukrotny olimpijczyk.